# Teoria delle funzioni di Green fuori equilibrio
La  NEGF o teoria delle funzioni di Green fuori equilibrio (in inglese Non-Equilibrium Green's Function theory) è una teoria quantistica dei campi basata sul formalismo delle funzioni di Green indirizzata alla risoluzione del problema posto dalla presenza di un bias esterno dipendente dal tempo. Il campo esterno dipendente dal tempo porta fuori equilibrio un sistema fisico inizialmente all'equilibrio termodinamico. È da sottolineare come una reale meccanica statistica del non equilibrio, è una teoria fisica non ancora esistente e sulla quale si stia ancora lavorando. La teoria delle funzioni di Green fuori equilibrio si riferisce però a circostanze meno complicate del problema, nelle quali l'equilibrio termodinamico è recuperato in un tempo passato o nello spazio intorno al sistema. 
Elementi essenziali della teoria sono l'introduzione di funzioni di correlazione {\displaystyle G^{<},G^{>}} (G-lesser e G-greater), che fuori equilibrio non sono più legate semplicemente alla funzione di Green retarded, e che forniscono informazioni sulla funzioni di distribuzione delle particelle fuori equilibrio. Altri elementi frequentemente introdotti nella teoria sono il contorno di Keldysh e il conseguente formalismo di Keldysh.
La teoria è dovuta ai lavori dei fisici Julian Schwinger, Gordon Baym, Leo Kadanoff e Leonid Keldysh.